# Anielin (powiat opoczyński)
Anielin – wieś w Polsce, położona w województwie łódzkim, w powiecie opoczyńskim, w gminie Poświętne.
| SIMC    | Nazwa     | Rodzaj                       |
| ------- | --------- | ---------------------------- |
| 0548181 | Ceteń     | część wsi                    |
| 0548198 | Fryszerka | część wsi (od 2023 r. osada) |
| 0548206 | Wytoka    | część wsi                    |

W latach 1975–1998 miejscowość należała administracyjnie do województwa piotrkowskiego.
W pobliskim lesie, w walce 30 kwietnia 1940 roku, poległ major Henryk Dobrzański, ps. „Hubal”. 
Wierni kościoła rzymskokatolickiego należą do parafii św. Filipa Neri i św. Jana Chrzciciela w Studziannie.